# Parc national Drentsche Aa
Le parc national Drentsche Aa (néerlandais : Nationaal beek- en esdorpenlandschap Drentsche Aa) est un parc national des Pays-Bas situé dans la province de Drenthe, à l'ouest de Hondsrug.
Créé en 2002, il se compose du paysage culturel entourant la vallée de la petite rivière Drentsche Aa. Le paysage est resté à peu près le même que dans le milieu du XIXe siècle, les réformes du paysage agricole du XXe siècle n'ayant pas été mises en place à cet endroit. Les haies, landes et les domaines traditionnellement gérés (Essen en néerlandais) sont épargnés de la mécanisation et désormais protégés.

## Galerie

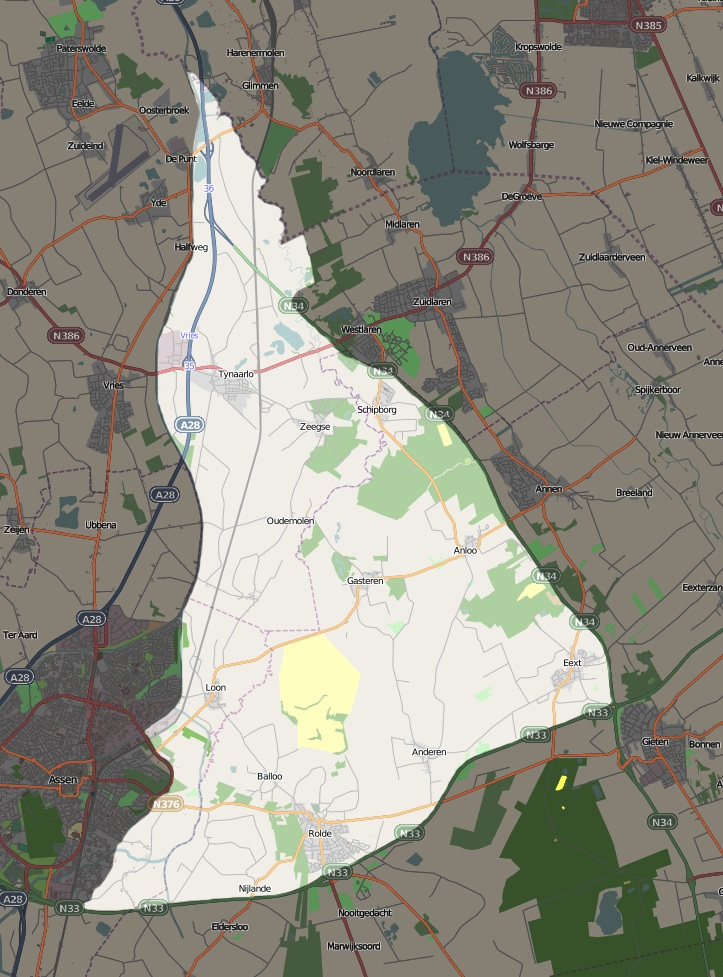
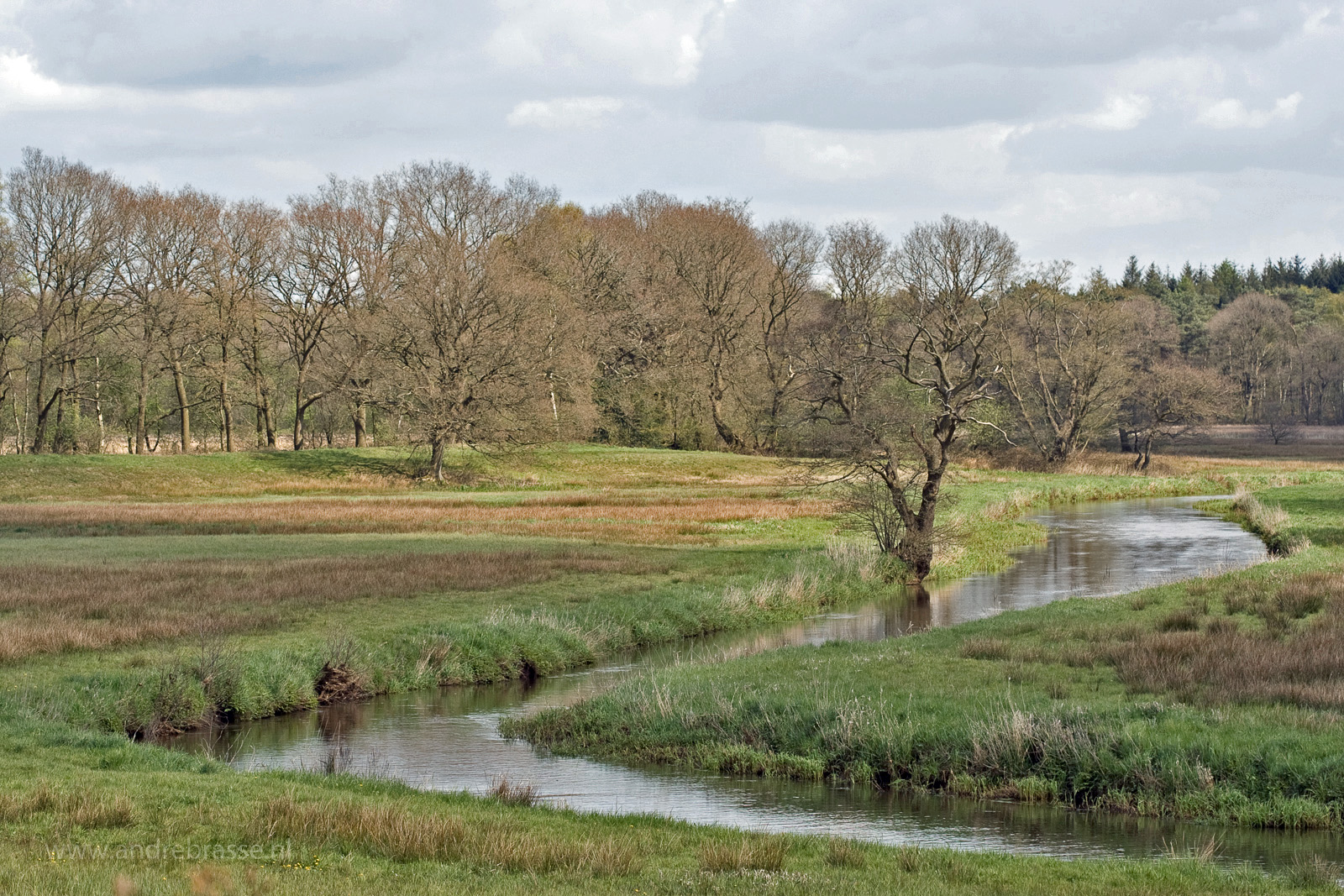
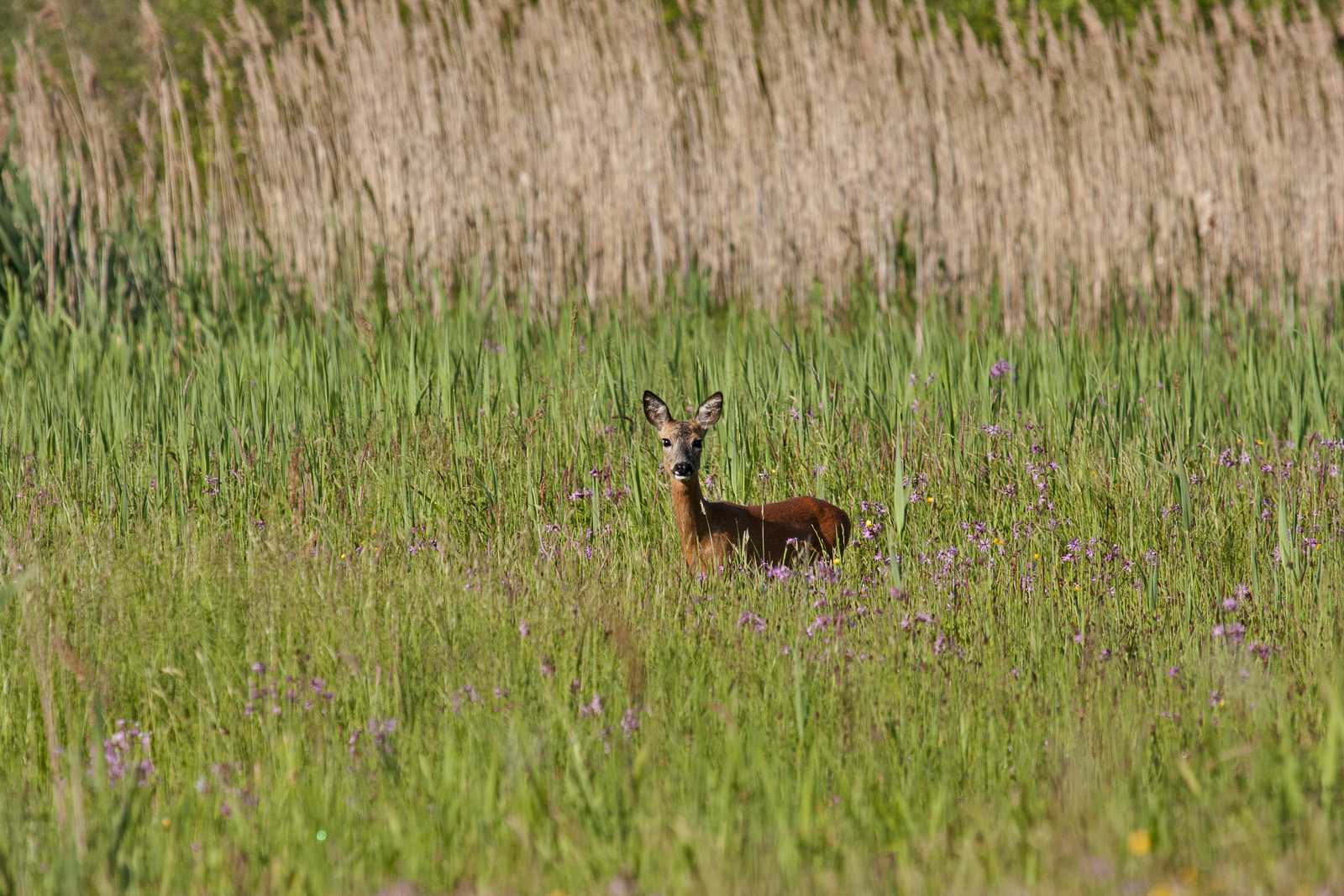
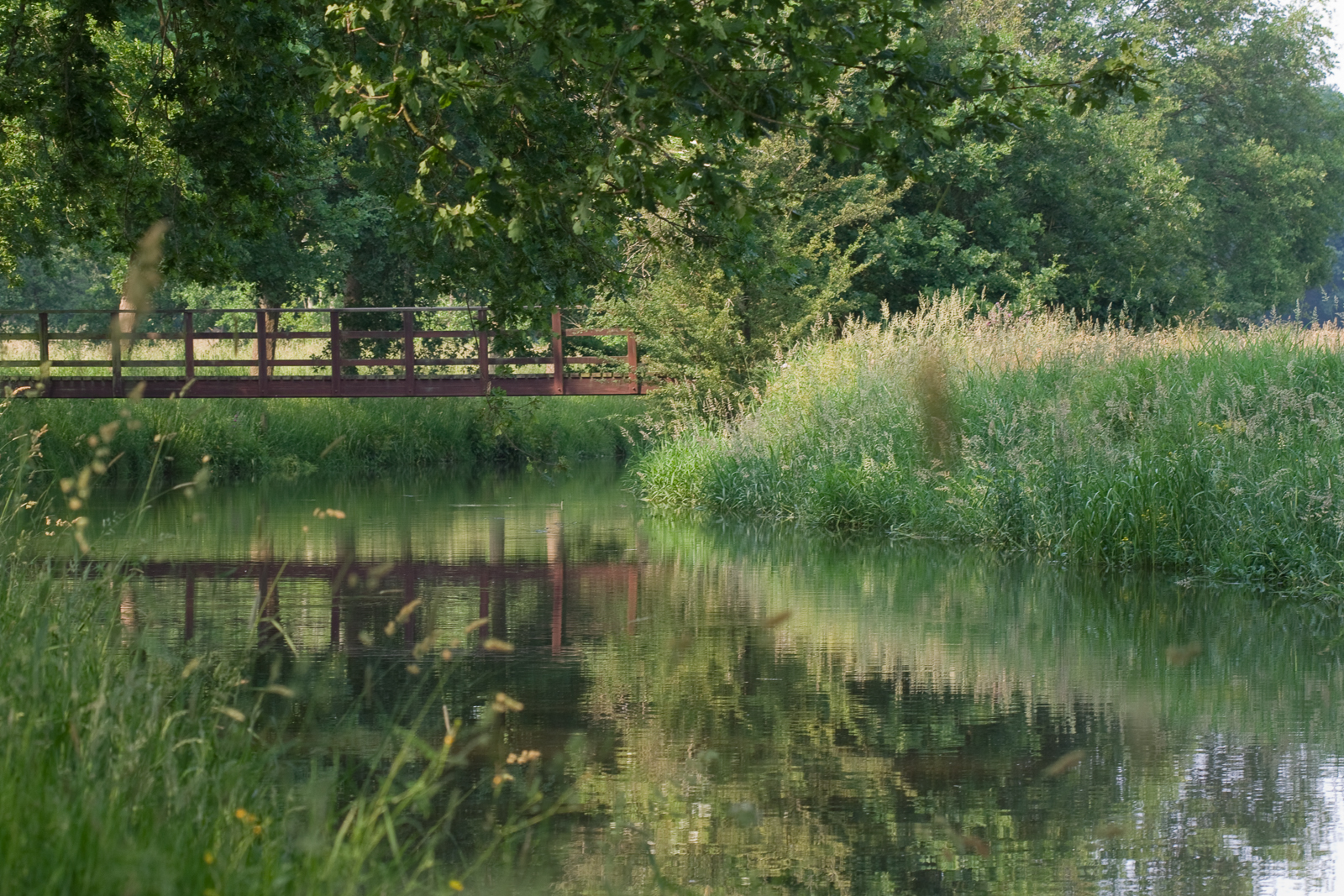
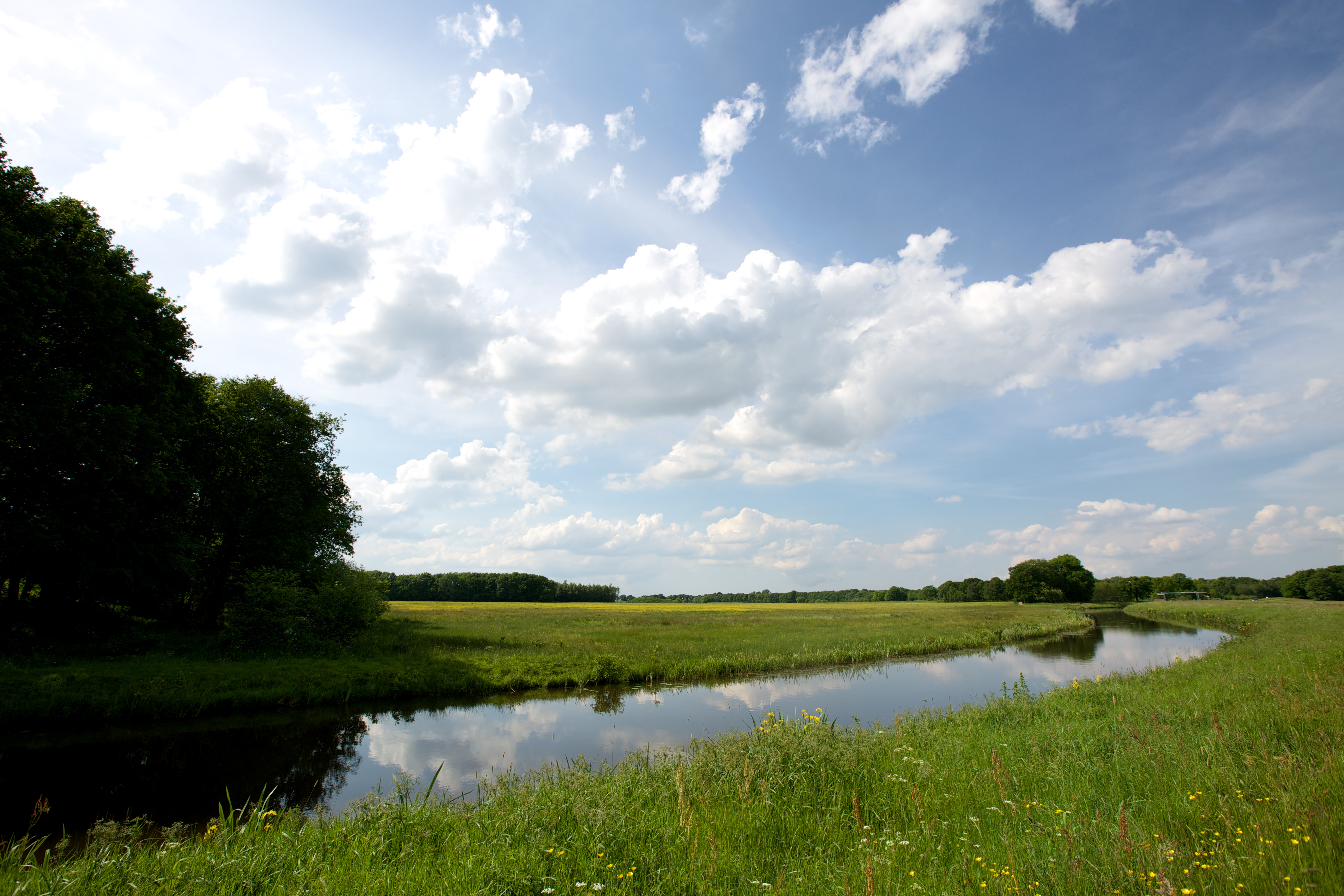
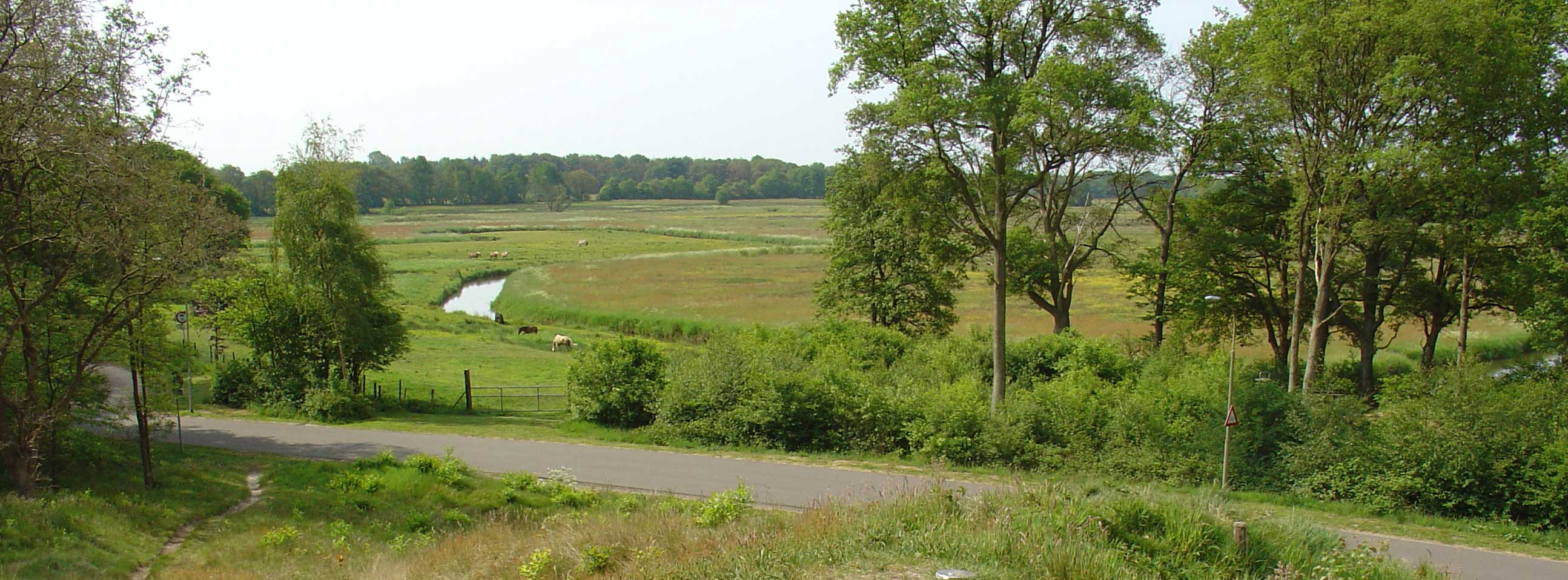
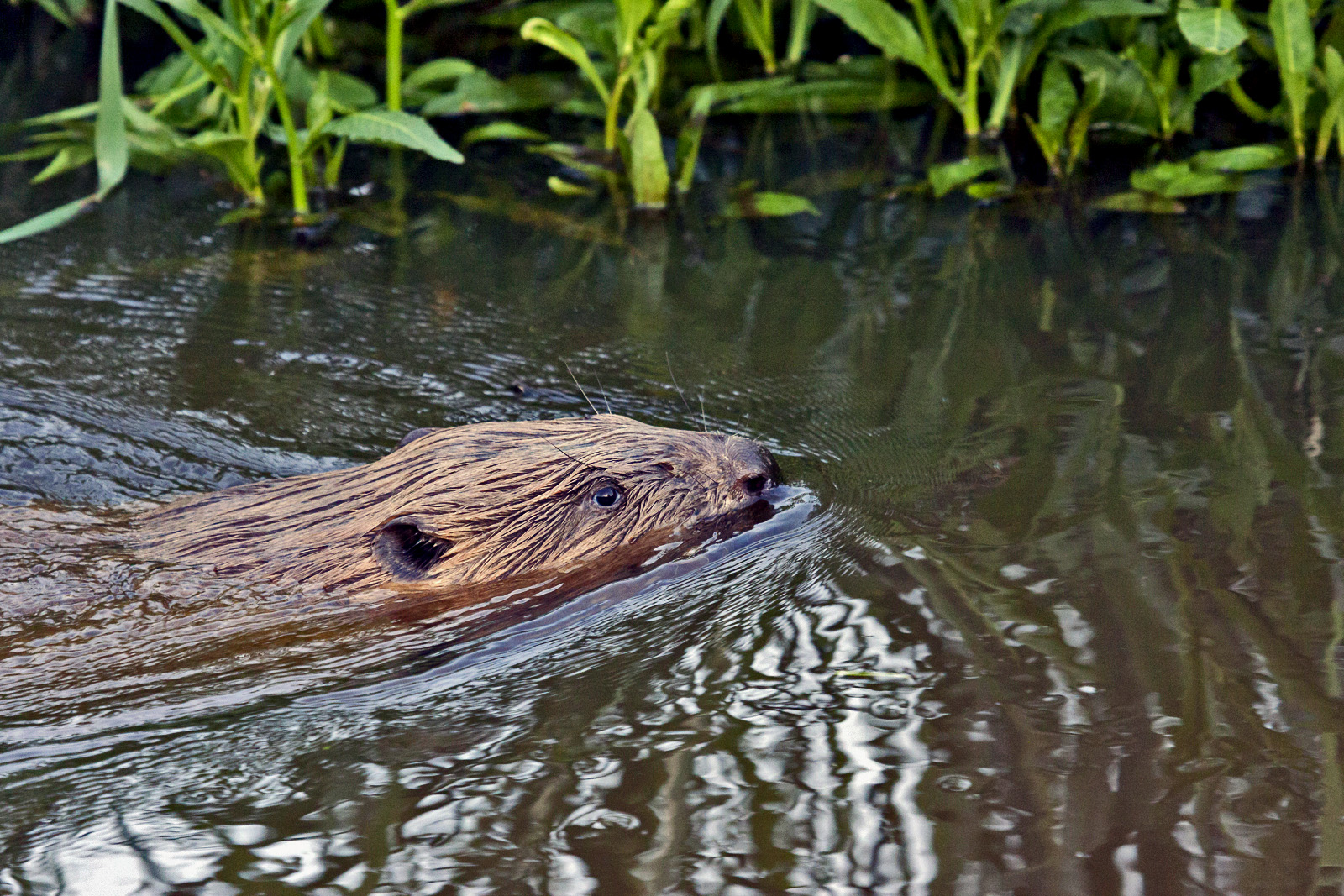

## Villages et hameaux du parc
| - Anderen - Anloo - Anreep - Balloo - Deurze - Eext - Gasteren - Loon |  | - Nijlande - Oudemolen - Rolde - Schieven - Schipborg - Taarlo - Tynaarlo - Zeegse |